# Se tutto va bene siamo rovinati
Pour plus de détails, voir Fiche technique et Distribution.
Se tutto va bene siamo rovinati est une comédie italienne réalisée par Sergio Martino et sortie en 1984.

## Synopsis
Andrea, un malade mental apparemment guéri, quitte l'hôpital psychiatrique de Rimini pour rejoindre Gigi à Rome, un autre ancien malade mental qui lui propose de l'héberger chez sa tante, une vieille dame bigote et sourde. Tous deux se mettent à la recherche d'un emploi et, aidés par la petite amie de Gigi, ils trouvent un logement dans un laboratoire chimique comme collecteurs d'urine pour les femmes enceintes. Au cours d'une de leurs fréquentes sorties, ils rencontrent une jeune fille en difficulté, Céleste, qui se familiarise immédiatement avec eux et leur demande l'hospitalité ; ils décident alors d'aller tous vivre chez sa tante, en essayant bien sûr de ne rien dire à la vieille dame, qui n'accepterait jamais cette présence chez elle. Les deux hommes parviennent par un stratagème à faire partir la tante pour un certain temps, accueillant ainsi Céleste chez eux.
Mais un événement inattendu se produit : le frère de Céleste, un gangster notoire connu sous le nom de « Il Rosso », fait son apparition, après avoir récemment commis un vol. Ce dernier, convaincu que sa propre sœur a volé son butin, et traqué par la police, s'enferme à son tour dans la maison des deux protagonistes, les menaçant et les battant sans cesse. Le butin caché est découvert par un autre gangster italo-américain qui meurt par accident en fouillant la maison de Gigi et Andrea. Ces derniers, en accord avec la jeune fille et momentanément abandonnés par le frère de cette dernière, décident de se débarrasser du cadavre et de retourner à l'asile où ils menaient une vie plus paisible.
Ils y parviennent, non sans avoir affronté et vaincu, avec l'aide des autres patients de l'asile, le gang dirigé par le criminel décédé. Céleste, elle, est emmenée en prison. Au bout d'un certain temps, les trois se retrouvent devant la prison pour femmes, Céleste libre et enceinte, Gigi et Andrea complètement guéris ; ils décident de continuer à vivre ensemble.

## Fiche technique
- Titre original italien : Se tutto va bene siamo rovinati[1],
- Réalisation : Sergio Martino
- Scénario : Gianni Manganelli, Massimo Franciosa et Sergio Martino
- Photographie : Giancarlo Ferrando (it)
- Montage : Vincenzo Tomassi (it)
- Musique : Fabio Frizzi
- Décors : Sergio Canevari
- Costumes : Nicoletta Ercole
- Société de production : Turbo Film
- Pays de production :  Italie
- Langue originale : italien
- Format : Couleurs
- Genre : comédie
- Durée : 80 minutes
- Date de sortie : 
  - Italie : 2 février 1984[2]

## Distribution
- Andrea Roncato : Andrea
- Gigi Sammarchi : Gigi
- Patrizia Pellegrino : Céleste
- Chiara Moretti : Simona
- Gegia : Ermenegilda
- Nanda Primavera : Tante Trieste Goracci
- Franco Iavarone : le parrain 'Il Rosso
- Gordon Mitchell : le parrain Jack Volpetti
- Luigi Leoni : Travailleur social de M. Giuliani
- Gianfranco Cardinali : Prêtre Don Michele
- Ennio Colaianni : le fou Scissor.
- Valerio Isidori : le fou Bel Sorriso
- Salvatore Baccaro : le fou "Antelope"
- Italo Vegliante : la Panthère rose folle